# Vincent Jarousseau
Pour les articles homonymes, voir Jarousseau.
Vincent Jarousseau est un photojournaliste, documentariste et réalisateur, né en 1973 à Nantes. Il a publié trois ouvrages documentaires sous forme de romans-photo et un essai. 

## Biographie
Vincent Jarousseau a fait des études en histoire de l'art à Paris I - Panthéon-Sorbonne. Il est membre de l'agence Hans Lucas depuis 2015, ainsi que du collectif de journalistes indépendants Les Incorrigibles.
Il a été nommé en 2015 et 2016 dans le cadre du prix « Visa d'or du meilleur reportage de presse quotidienne » au festival Visa pour l'image de Perpignan.
De 2014 à 2016, il collabore avec l'historienne et politologue Valérie Igounet dans le cadre d'un travail documentaire au long cours sur les villes gérées par le Front National (Beaucaire, Hayange et Hénin-Beaumont). Cet ouvrage reprenant les codes du roman-photo est publié en 2017 sous le titre L'illusion nationale : deux ans d'enquête dans les villes FN.
Puis, entre 2016 et 2018, il poursuit son travail sur la thématique des « fractures françaises » en suivant au long-cours le quotidien de plusieurs familles issues des classes populaires, en situation de précarité, à Denain dans le Nord. Ce travail, pour lequel il a collaboré avec Eddy Vaccaro, est publié en France en mars 2019 sous le titre Les racines de la colère : deux ans d'enquête dans une France qui n'est pas en marche, puis en Allemagne. Ce documentaire en forme de roman-photo remporte le Prix France Info de la bande dessinée d'actualité et de reportage 2020 et le Prix spécial du jury du festival des Transphotographiques en 2021. 
Entre 2019 et 2021, il entreprend un travail documentaire sur les travailleuses du care. Il suit ainsi, pendant ces deux années marquées par la crise sanitaire, huit femmes travaillant dans les métiers du secteur médico-social. Ce travail, qui a fait l'objet d'une collaboration avec le dessinateur Thierry Chavant pour les parties BD, est publié en France, en Belgique et en Suisse, en septembre 2022 sous le titre Les femmes du lien : la vraie vie des travailleuses essentielles. En septembre 2023, lors du BD Comic Strip Festival, l'ouvrage est récompensé par le prix Atomium de la BD citoyenne.
Entre 2020 et 2021, il co-réalise le documentaire Nous, les enfants de Denain, avec Laurence Delleur, un film inspiré de son ouvrage Les racines de la colère, et diffusé sur France 2 dans la case Infrarouge en octobre 2022. 
En janvier 2025, il publie Dans les âmes et les urnes aux éditions Les Arènes, un récit-essai dans lequel il revient sur ces dix dernières années au cours desquelles il est allé à la rencontre de la France qui vote pour le Rassemblement National.  
Ses travaux sont publiés dans la presse nationale et internationale (Marianne, Libération, Le Monde, La Croix, Harper's, Süddeutsche Zeitung...).

## Décoration
- Chevalier de l'ordre national du Mérite (nommé le 15 mai 2025)[11].

## Œuvres

### Livres
- Avec Valérie Igounet : L'Illusion nationale : deux ans d'enquête dans les villes FN, Les Arènes / XXI, 2017  (ISBN 978-2-35204-597-7) (BNF 45208312)
- Avec Eddy Vaccaro : Les Racines de la colère : deux ans d'enquête dans une France qui n'est pas en marche, Les Arènes, 2019  (ISBN 978-2-7112-0126-6) (BNF 45703362)
- Avec Thierry Chavant : Les Femmes du lien : la vraie vie des travailleuses essentielles, Les Arènes, 2022  (ISBN 979-10-375-0583-5)
- Dans les âmes et les urnes : Dix ans à la rencontre de la France qui vote RN, Les Arènes, 2025 (ISBN 979-10-375-13137)

### Film
- Nous, les enfants de Denain, co-réalisé avec Laurence Delleur, Morgane Production

### Publications
- 2021 : Le nouveau monde, tableau de la France néolibérale, sous la direction d'Antony Burlaud, Grégory Rzepski et Allan Popelard - Éditions Amsterdam. Auteur du chapitre « Se déplacer » ;
- 2020 : « Conditions humaines / Conditions politiques », éditions de l'EHESS. Numéro 1. Publication de l'article intitulé La BD photographique, un objet de narration sensible pour documenter les prémices de la colère des gilets jaunes[12] - 2020.

## Prix
- 2020 : Prix France Info de la bande dessinée d'actualité et de reportage, avec Eddy Vaccaro, pour Les racines de la colère : deux ans d'enquête dans une France qui n'est pas en marche[1] ;
- 2021 : prix spécial du jury du festival des Transphotographiques de Lille pour son documentaire Les racines de la colère[13] ;
- 2023 : Prix Atomium de la BD citoyenne, avec Thierry Chavant, pour Les Femmes du lien[8].